# Aereniphaula machadorum
Aereniphaula machadorum là một loài bọ cánh cứng trong họ Cerambycidae.